# Igreja Católica no México
A Igreja Católica no México é parte da Igreja Católica universal e está sob a autoridade do Papa e da Cúria Romana. O catolicismo é desde o século XVI a maior religião do México, influenciando fortemente a política e cultura da população em geral, apesar de estar passando por um processo de afastamento dos meios políticos. Porém, ainda é uma grande canalizadora da opinião geral no país. O México, ao lado de Brasil e Estados Unidos (respectivamente), é o segundo país de maior população católica no mundo. 
O Catolicismo foi introduzido no México através dos primeiros missionários que acompanhavam a missão de Hernán Cortés, em 1520. Quando Cortés conquistou a cidade asteca de Tenochtitlán, ordenou a derrubada dos templos que considerava profanos e sobre eles ergueu os primeiros templos cristãos.

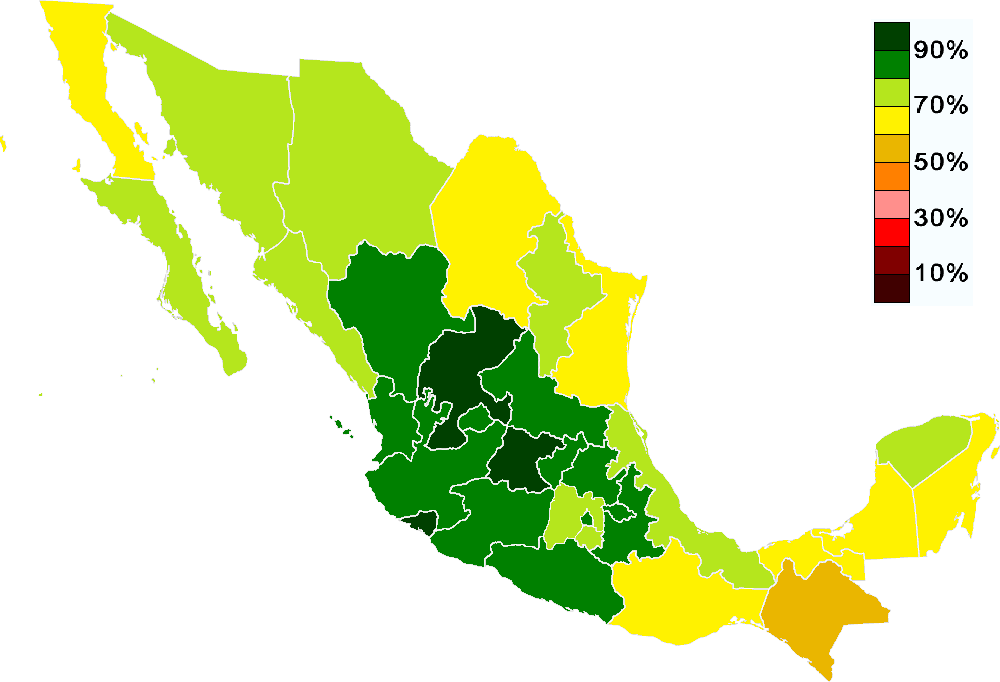
Mapa do México com a porcentagem de católicos em cada estado.

O Catolicismo "popular" no interior e no sul do país está sob vigilância constante da Igreja, uma vez que mescla as crenças básicas da fé cristã com as manifestações espirituais da Mesoamérica, que por sua vez, não são reconhecidas pela autoridade papal. Um dos exemplos mais recorrentes é a veneração da Santa Muerte praticamente em todo o país. 
A padroeira do México e das Américas é Nossa Senhora de Guadalupe, sendo esta também a aparição mariana mais venerada no continente americano (juntamente com Nossa Senhora de Aparecida, no Brasil). Anualmente, milhões de fiéis lotam a Basílica de Guadalupe na Cidade do México para a festa que lhe é rendida.

## Perseguições históricas
A Constituição mexicana de 1824 exigia que a República proibisse o exercício de qualquer religião que não a fé católica romana e apostólica. A Constituição de 1857 manteve muitos dos privilégios e receitas da era colonial à Igreja Católica, mas, ao contrário da Constituição anterior, não obrigou a Igreja Católica a ser a religião exclusiva no país e restringiu fortemente o direito da Igreja de possuir propriedade. Observa-se aí uma mudança radical e infundada de pensamento nas duas constituições, em que uma dava exclusividade e outra dava o controle dos bens da Igreja ao Estado. Tais reformas eram inaceitáveis para a liderança do clero e da classe conservadora. O presidente Ignacio Comonfort e membros de sua administração foram excomungados, e uma revolta foi então declarada.

### Guerra da Reforma

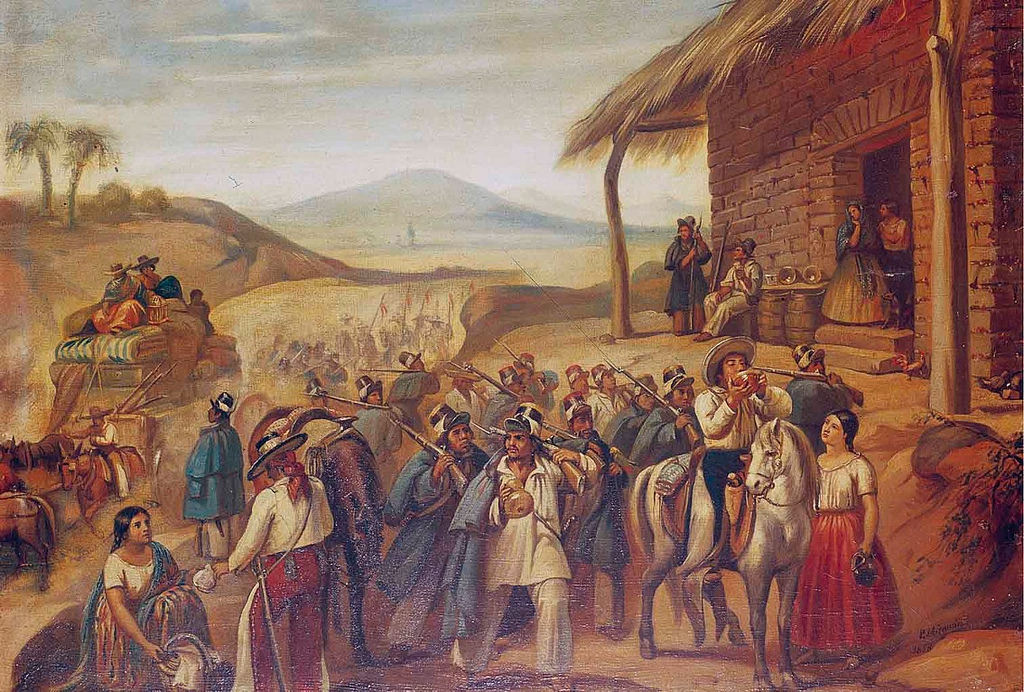
Soldados de la Reforma en una venta, 1858, Museo Nacional de las Intervenciones.

A partir de 1855, o presidente Benito Juárez, apoiado pelos Estados Unidos, emitiu decretos nacionalizando propriedades da igreja, separando igreja e estado, e suprimindo institutos religiosos. As propriedades da igreja foram confiscadas e os direitos civis e políticos básicos foram negados aos institutos religiosos e ao clero. A Igreja apoiou o regime do sucessor de Juárez, Porfirio Diaz, que se opunha à reforma agrária.
A primeira das Leis de Reformas Liberais foi aprovada em 1855. A Lei de Juárez, batizada em homenagem ao presidente, restringiu os privilégios clericais, especificamente a autoridade dos tribunais da Igreja, subvertendo sua autoridade ao direito civil. Foi concebido como uma medida moderada, em vez de abolir completamente os tribunais da igreja. No entanto, o movimento abriu divisões latentes no país. O arcebispo Lázaro de la Garza, na Cidade do México, condenou a lei como um ataque à própria Igreja, e os clérigos entraram em rebelião na cidade de Puebla em 1855 e 1856.
A próxima Lei da Reforma foi chamada de Lei Lerdo, devido a Miguel Lerdo de Tejada. Sob essa nova lei, o governo começou a confiscar as terras da Igreja. Isto foi consideravelmente mais controverso que a Lei de Juárez. O objetivo da lei era converter terras de entidades como a Igreja em propriedade privada, favorecendo aqueles que já viviam nela. Pensou-se que incentivaria o desenvolvimento e o governo poderia aumentar a receita taxando esse processo. Lerdo de Tejada era o ministro das Finanças e exigia que a Igreja vendesse grande parte de suas terras urbanas e rurais a preços reduzidos, e se não cumprida, o governo realizaria leilões públicos. A Lei também afirmava que a Igreja não poderia obter posse de propriedades no futuro. No entanto, a Lei Lerdo não se aplicava apenas à Igreja. Afirmava que nenhum órgão corporativo poderia possuir terras. Amplamente definido, isso incluiria os ejidos e terras comunais pertencente a aldeias indígenas. Inicialmente, esses ejidos estavam isentos da lei, mas eventualmente essas comunidades indígenas sofreram extensas perdas de terra.
Em 1857, novas leis anticlericais, como a Lei Iglesias (em homenagem a José María Iglesias), regulamentavam a cobrança de impostos dos clérigos pobres e os proibiam de cobrar batismos, casamentos ou serviços funerários. Ainda que isso possa ser visto hoje como uma abertura ao Estado laico, a medida do governo mexicano foge à ideia da laicidade, já que nela, a Igreja não pode intervir no Estado, porém o Estado também não tem o direito de intervir na Igreja. O casamento tornou-se um contrato civil, embora nenhuma provisão para divórcio tenha sido autorizada. Registros de nascimentos, casamentos e óbitos tornaram-se um caso civil, com o presidente Benito Juárez registrando seu filho recém-nascido em Veracruz. O número de feriados religiosos foi reduzido e vários feriados para comemorar eventos nacionais introduzidos. As celebrações religiosas fora das igrejas eram proibidas, o uso de sinos das igrejas era restrito e o vestuário clerical era proibido em público.
Uma outra lei reformadora significativa foi a Lei para a Nacionalização das Propriedades Eclesiásticas, que acabaria por secularizar quase todos os mosteiros e conventos do país. O governo esperava que essa lei gerasse receita suficiente para conseguir um empréstimo dos Estados Unidos, mas as vendas foram decepcionantes desde o momento em que foram aprovadas até o início do século XX.

### Guerra Cristera

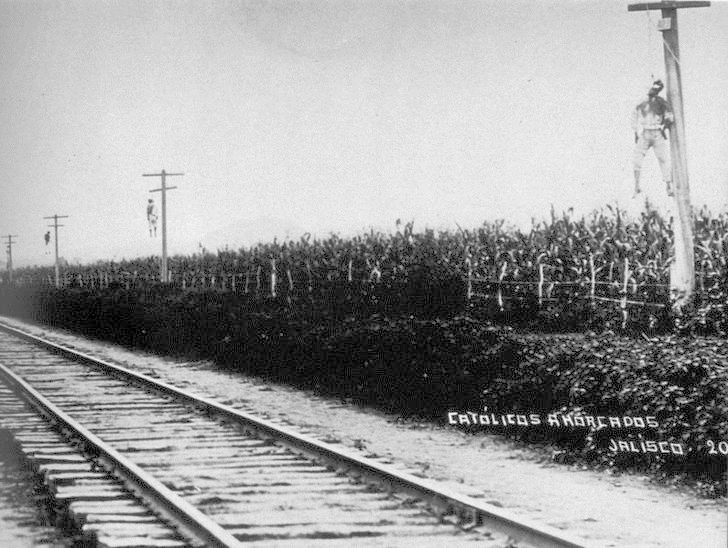
Era comum que as forças do governo matassem os cristeros enforcados, deixando seus corpos pendurados nos postes.

Após a Revolução de 1910, a nova Constituição mexicana de 1917 continha novas disposições anticlericais. O Artigo 3 pedia educação secular nas escolas e proibia a Igreja de se engajar na educação primária; O Artigo 5 proibiu ordens monásticas; O Artigo 24 proibia o culto público fora dos limites das igrejas; e o Artigo 27 colocou restrições ao direito das organizações religiosas de possuírem propriedades. O mais ofensivo para os católicos era o artigo 130, que privava os membros do clero de direitos políticos básicos. Muitas dessas leis enfrentaram resistência, levando à Guerra Cristera (também chamada de “Cristiada”) de 1927 a 1929. Foi um conflito armado entre os fiéis católicos e o governo do México sobre o direito à liberdade religiosa. A guerra, que começou em 1927 e durou mais de três anos, foi uma resposta às agressivas medidas adotadas pelo presidente Plutarco Elías Calles para erradicar a Igreja Católica no México, chamadas de Lei Calles. As restrições à Igreja significaram na prática o fechamento de muitas igrejas, o assassinato e casamento forçado de padres. A perseguição foi mais severa no estado de Tabasco sob o governo ateu de Tomás Garrido Canabal.
Houve diversos protestos pacíficos em todo o México, organizados por diferentes grupos. Além do mais, foram coletadas mais de um milhão de assinaturas, que foram apresentadas ao Congresso para pedir a abolição da Lei Calles, não surtindo efeito algum. O último recurso para resistir foi por meio de um boicote econômico, que foi um êxito; no entanto, o governo, vendo o poder que adquiriam e o efeito econômico resultante do boicote, lançou um ataque mais direto contra a Igreja, mediante prisões, intimidações e execuções.

Os cristeros usavam a bandeira do México como reproduzida acima, em que, além do brasão de armas, também havia a imagem de Nossa Senhora de Guadalupe, e o escrito Viva Cristo Rey [a frase do mártir Beato José Sánchez del Río] y Nuestra Señora de Guadalupe.

Os bispos mexicanos trabalharam incansavelmente para modificar a Lei Calles. O Papa Pio XI aprovou esta ação. Quando não puderam mais chegar a um acordo com o regime Calles, e com o fim de evitar enfrentamentos e derramamento de sangue, os bispos pediram à Santa Sé autorização para suspender o culto católico em 31 de julho de 1926 – na véspera da entrada em vigor da lei. Entre 1926 e 1929, um conflito armado, sob a forma de uma revolta popular, irrompeu contra o governo anticatólico e anticlerical do México.
A Guerra Cristera acabou sendo resolvida diplomaticamente, em grande parte com a influência do embaixador dos Estados Unidos. O conflito custou a vida de 90.000 pessoas: 56.882 no lado federal, 30.000 cristeros e numerosos civis e cristeros que foram mortos em ataques anticlericais depois do fim da guerra. Como prometido na resolução diplomática, as leis consideradas ofensivas para os Cristeros permaneceram nos livros, mas nenhuma tentativa federal organizada de aplicá-las foi posta em ação. No entanto, em várias localidades, a perseguição aos padres católicos continuou com base nas interpretações das autoridades locais sobre a lei. A Igreja reconhece um grande número de mártires da Guerra Cristera, incluindo o Beato Miguel Augustín Pro, um jesuíta assassinado em 23 de novembro de 1927; o Beato José Sánchez del Río, um cristero de 15 anos de idade, executado em 10 de fevereiro de 1928, e que ficou conhecido pela sua frase de defesa da Igreja: Viva Cristo Rey! em português:  Viva Cristo Rei!; e o Beato Anacleto González Flores, líder da resistência pacífica, morto em 1º de abril de 1927. O Padre Pro foi beatificado em 1988, 25 mártires foram canonizados em 2000 e 13 foram beatificados em 2005 (incluindo González Flores e Sánchez del Río).
Os efeitos da guerra na Igreja foram profundos. Entre 1926 e 1934, pelo menos 40 padres foram assassinados. Nesse mesmo período, mais de 3.000 sacerdotes foram exilados ou assassinados. Em um esforço para provar que "Deus não defenderia a Igreja", Calles ordenou "uma terrível profanação de igrejas... houve paródias de cultos (da igreja), freiras foram estupradas e qualquer sacerdote capturado... foi baleado..." . Calles acabou sendo deposto e apesar da perseguição, a Igreja no México continuou a crescer. Um censo de 2000 informou que 88% dos mexicanos se identificavam como católicos.
Onde havia 4.500 sacerdotes servindo ao povo antes da rebelião, em 1934 havia apenas 334 padres licenciados pelo governo para atender a quinze milhões de pessoas, sendo o restante eliminado por emigração, expulsão e assassinato. Dez estados teriam ficado sem padres.